# Reprezentacja Norwegii w rugby union mężczyzn
Reprezentacja Norwegii w rugby union mężczyzn – zespół rugby union, biorący udział w imieniu Norwegii w meczach i sportowych imprezach międzynarodowych, powoływany przez selekcjonera, w którym mogą występować wyłącznie zawodnicy posiadający obywatelstwo tego kraju, mieszkający w nim, bądź kwalifikujący się ze względu na pochodzenie rodziców lub dziadków. Za jego funkcjonowanie odpowiedzialny jest Norges Rugbyforbund, członek FIRA-AER oraz IRB.
Drużyna występuje w corocznym turnieju Viking Tri-Nations Rugby, a w sezonie 2012-2014 rozgrywa spotkania w dywizji 2D Pucharu Narodów Europy.

## Puchar Świata w Rugby
- 1987-2011: nie zakwalifikowała się